# Empoasca arisana
Empoasca arisana är en insektsart som beskrevs av Matsumura 1931. Empoasca arisana ingår i släktet Empoasca och familjen dvärgstritar.
Artens utbredningsområde är Taiwan. Inga underarter finns listade i Catalogue of Life.